# La Poterie-Mathieu
La Poterie-Mathieu è un comune francese di 146 abitanti situato nel dipartimento dell'Eure nella regione della Normandia.

## Società

### Evoluzione demografica
Abitanti censiti